# Spleen
Spleen (fra eng. spleen, af latin splen, milt) melankoli, tungsind (der mentes at stamme fra milten) eller dårligt humør, trist eller gnaven sindsstemning; især om en blanding af blaserthed, kedsomhed, livslede og tristhed, gnavenhed, irritabilitet (som menes at forekomme i sin typiske form hos englændere).